# Артём (Новгородская область)
Артём — деревня в Любытинском районе Новгородской области России. Входит в состав Любытинского сельского поселения.

## История
Постановлением Президиума Леноблисполкома от 11 марта 1931 г Любытинский сельсовет, с центром в деревне Любытино был переименован в Артёмовский, деревня Любытино в село Артёмовское в честь революционера Артёма.
В 1931 году в деревне родилась филолог Любовь Михайлова.

## Население
| 2010 |
| ---- |
| 112  |